# としうえLovers
『としうえLovers』（としうえラヴァーズ）は、高句タビーによる日本の成人漫画。著者の初単行本。

## 収録作品

### 応援します！

#### ストーリー
朝日は女性でありながら、応援団部長として部員の絶大の信頼を得ていたが、彼女には困った悪癖があった。あるとき、それが部員の目に触れてしまう。

#### 登場人物
朝日（あさひ）
本編のヒロイン。女応援団長。臭いフェチでそれを元にオナニーをしている。

### となりのお姉さん・となりのお姉さん2

#### ストーリー
自宅の居間で昼寝をしていた修二のもとへ、お裾分けを持った和美が訪れる。すると、寝ぼけていた修二は誤って、眼前に繰り広がっている和美の豊満な乳房に手を伸ばしてしまった。

#### 登場人物
修二（しゅうじ）
本編の主人公。
和美（かずみ）
本編のヒロイン。修二宅の隣の家に住んでいる幼馴染のお姉さん。童顔だが、かなりの巨乳。
※　初めて続篇的なものをつくることができて楽しかった、という。

### 一緒にいたいっ！

#### ストーリー
校内で誰しもが認めるお嬢様・ゆりと交際して数週間が経つものの、浩二はいまだに恋人らしいことを何ひとつしておらず、自分の想いが自分だけの空回りだったのではないか、と悩み始めていた。そんな折、ゆりが突然浩二の家を訪ねてきた。

#### 登場人物
浩二（こうじ）
本編の主人公。跳ねっ毛の長髪が特徴。
ゆり
本編のヒロイン。浩二の彼女。令嬢で習い事が多い。

### おかえりダーリン♥

#### ストーリー
新婚家庭の寛子は、ある日、突然夫の平太が2泊3日の出張に出かけることを聞かされる。笑って夫を送り出した寛子であるが、内心はとても寂しく感じていた。そのため、夫が帰ってくる3日目に盛大に迎えようとさまざまな準備をして夫を待つが、なかなか夫は帰ってこない。

#### 登場人物
寛子（ひろこ）
本編のヒロイン。
平太（へいた）
寛子の夫。

### 俺ピンチ!?

#### ストーリー
広史は担任の教師より次の試験で赤点をとったら留年だと言い渡されてしまう。そんな彼を尻目に恋人の愛理は広史に甘えてくるが、切羽詰まっていた彼は恋人との恋愛行為を控える旨を言い渡す。広史が赤点をとってはまずいと、愛理は広史の勉強に協力しようとするが、密着してくる彼女が気になって、広史は勉強に身が入らなくなる。

#### 登場人物
広史（ひろし）
本編の主人公。赤点すれすれの劣等生。
深瀬愛理（ふかせ えり）
本編のヒロイン。広史の彼女。ツインテールが特徴。

### メイド♥Lv1

#### ストーリー
彰は恋人の和香にメイド服を着せてHするのが好きであった。その嗜好は過激なものとなり、露出度が激しくなったり、スカートが短くなったりしてきた。彰は自分よりもメイド服の方が好きなのではないか、と和香は悩み始める。

#### 登場人物
彰（あきら）
本編の主人公。大のメイド好き。
和香（わか）
本編のヒロイン。彰の彼女。

### 睡眠アタック！

#### ストーリー
麻衣は秀男と付き合ってすでに3ヶ月になるが、彼との関係が一向に進展しないとを親友のヒロに打ち明ける。すると、ヒロはある手段を用いるように促してきた。

#### 登場人物
麻衣（まい）
本編のヒロイン。長いお下げ髪と巨乳が特徴の美少女。
秀男（ひでお）
麻衣の彼氏。

### 入院吉日!?

#### ストーリー
学は数日前に風をこじらせて、姉の親友の美結が勤めている病院に入院した。美結の看護の成果もあってか、学は次の日病院を退院することになった。ひそかに美結に憧れていた学は一抹の寂しさを覚える。

#### 登場人物
学（まなぶ）
本編の主人公。入院患者。
工藤 美結（くどう みゆ）
本編のヒロイン。学担当の看護師。
晴美（はるみ）
学の姉。美結の親友。

### 大きくなったら？

#### ストーリー
ある日の放課後、詩乃はいつもように恋人である春広の家に訪れ、ベットの上で彼と熱く濃厚なキスを交わしていた。そして、感情を高ぶらせた春広が詩乃の豊満な胸を揉みしだいた途端、彼女の着ていたブラウスのブタンが弾け飛んでしまった。何事かと思ったら、どうやら詩乃の胸がさらに成長したことが発覚。春広は彼女の発育のよさに感服していると、これ以上大きくなることを危惧した詩乃に、「セックス禁止令」を出されてしまった。

#### 登場人物
詩乃（しの）
本編のヒロイン。高校2年生。尻まで届く姫カットが特徴の清楚美人。発育の方も非常に旺盛で、春広に胸を揉まれ続けた結果、並外れた巨乳へと成長してしまった。
春広（はるひろ）
詩乃の幼馴染で恋人。高校2年生。以前より詩乃と肉体関係を結んでおり、彼女から「セックス禁止令」を出されたことで、すっかり意気消沈してしまった。しかし、だからといって他の女子には手を出そうとはしない。

### 先生だもん！

#### ストーリー
生徒指導室の教師、ゆきえは教え子の長谷川がエロ本を学校に持ち込んだことに驚いていた。理由を尋ねると、長谷川は本のページを開いて、この本に出ている女性はゆきえであるのか、と逆にきいてきた。身に覚えのないゆきえは、長谷川が自分を脅迫する気なのかと思いこむ。

#### 登場人物
ゆきえ
本編のヒロイン。女教師。
長谷川（はせがわ）
ゆきえの教え子。

### ハートにスマッシュ!!

#### ストーリー
卓球部員の松下は、マネージャーの杉森にひそかに想いを募らせており、練習に身が入らなくなっていた。たまりかねた松下は杉森に自分の気持ちを伝える。

#### 登場人物
杉森（すぎもり）
本編のヒロイン。卓球部のマネージャー。
松下（まつした）
卓球部員。

### メイド♥Lv10

#### ストーリー
メイド♥Lv1の後日談で、彰と和香のその後の話。

## 書誌情報
- 高句タビー 『としうえLovers』 コアマガジン（ホットミルクコミックス）、1巻
  1. 2013年5月31日発売 ISBN 978-4-86436-499-7[2][3]